# Gonodonta immacula
Gonodonta immacula är en fjärilsart som beskrevs av Achille Guenée 1852. Gonodonta immacula ingår i släktet Gonodonta och familjen nattflyn. Inga underarter finns listade i Catalogue of Life.